# Queen Mary University of London
A Queen Mary University of London (röviden QMUL,  QM vagy Queen Mary) egy állami kutatóegyetem Kelet-London Mile End körzetében, Angliában. A University of London tagintézménye.
Ma a Queen Mary hat kampusszal rendelkezik Kelet- és Közép-Londonban (Mile End, Whitechapel, Charterhouse Square, Ilford, Lincoln's Inn Fields, West Smithfield), valamint nemzetközi jelenléttel Kínában, Franciaországban, Görögországban és Máltán. A Mile End-i kampusz a legnagyobb egyetemváros a londoni székhelyű egyetemek sorában. 2018/19-ben az egyetemnek körülbelül 26 000 hallgatója volt. A Queen Mary három karra szerveződik – a Bölcsészet- és Társadalomtudományi Karra, a Természettudományi és Mérnöki Karra, valamint a Barts és a Londoni Orvosi és Fogorvosi Iskolára.
A Queen Mary a brit elitegyetemeket tömörítő Russell-csoport (Russell Group) tagja; az orvosi oktatás és kutatás egyik fő központja, és része az UCLPartners-nek, a világ legnagyobb akadémiai egészségtudományi központjának.

## Karok és tanszékek
Három kar és egy interdiszciplináris élettudományi intézet működik. Ezek tovább oszlanak független iskolákra, intézetekre és tanszékekre:  
Faculty of Humanities and Social Sciences
- School of Business and Management
- School of Economics and Finance
- School of English and Drama
- School of Languages, Linguistics and Film
- School of Geography
- Global Shakespeare (in partnership with the University of Warwick)
- School of History
- School of Law
  - Centre for Commercial Law Studies
  - Department of Law
- School of Politics and International Relations

Barts and The London School of Medicine and Dentistry
- Barts Cancer Institute
- The Blizard Institute
- Institute of Dentistry
- Institute of Health Sciences Education
- William Harvey Research Institute
- Wolfson Institute of Preventive Medicine
- The Centre of the Cell

Faculty of Science and Engineering
- Institute of Bioengineering
- School of Biological and Behavioural Sciences
- School of Electronic Engineering and Computer Science
- School of Engineering and Materials Science
  - Centre for Bioengineering
  - Centre for Sustainable Engineering
  - Centre for Intelligent Transport
  - Centre for Research in Engineering and Materials Education
- School of Mathematical Sciences
- School of Physics and Astronomy
- Materials Research Institute (MRI)

Life Sciences Institute
- Centre for Computational Biology
- Centre for Genomic Health
- Centre for Mind in Society
- Institute of Bioengineering

## Jelentkezők
|                                      | 2023   | 2022   | 2021   | 2020   | 2019   |
| ------------------------------------ | ------ | ------ | ------ | ------ | ------ |
| Jelentkezők                          | 41,155 | 41,820 | 37,695 | 34 340 | 33 930 |
| Felvételt nyertek                    | 4,805  | 5,575  | 6,385  | 5,485  | 5,070  |
| Jelentkezők/felvételt nyertek aránya | 8.6    | 7.5    | 5.9    | 6.3    | 6.7    |
| Felvételi arány (%)                  | 61.4   | 61.4   | 64.5   | 64.6   | 64.3   |

|  |

A jelentkezők átlagos UCAS-pontjait tekintve a Queen Mary a 32. helyen állt Nagy-Britanniában 2014-ben.  Az egyetem a jelentkezők 75,0%-ának ad felvételi ajánlatot, ami a 12. legalacsonyabb a Russell Group között. 
A 2017-es Times és Sunday Times Good University Guide szerint a Queen Mary egyetemisták körülbelül 12%-a független iskolákból származik.  A 2016–2017-es tanévben az egyetemen 68:10:22 volt az Egyesült Királyság: EU: nem EU-s hallgatók lakóhely szerinti megoszlása, a nők és férfiak aránya 54:46. 

## Rangsorok és hírnév

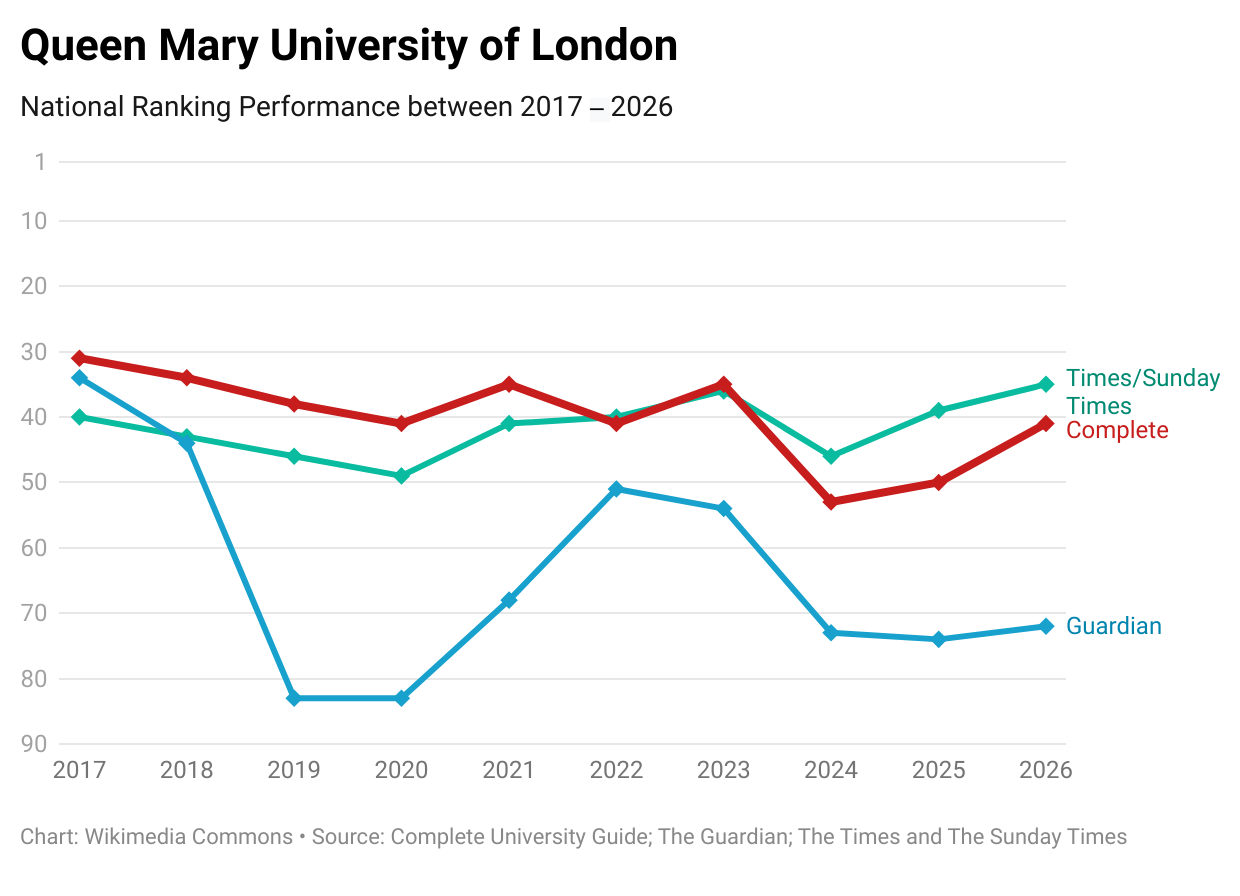
A Queen Mary University of London teljesítménye az elmúlt tíz évben

## Képek

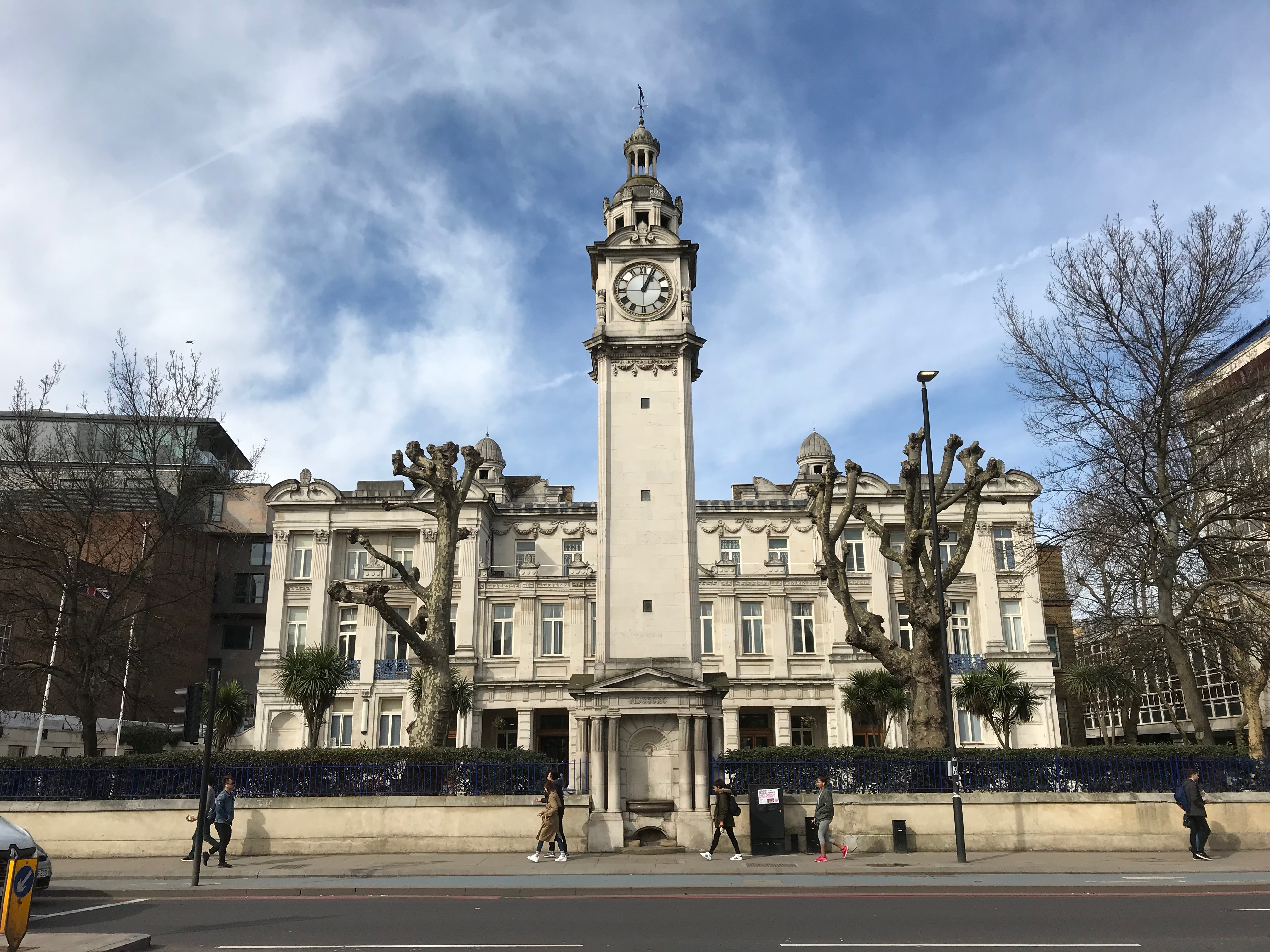
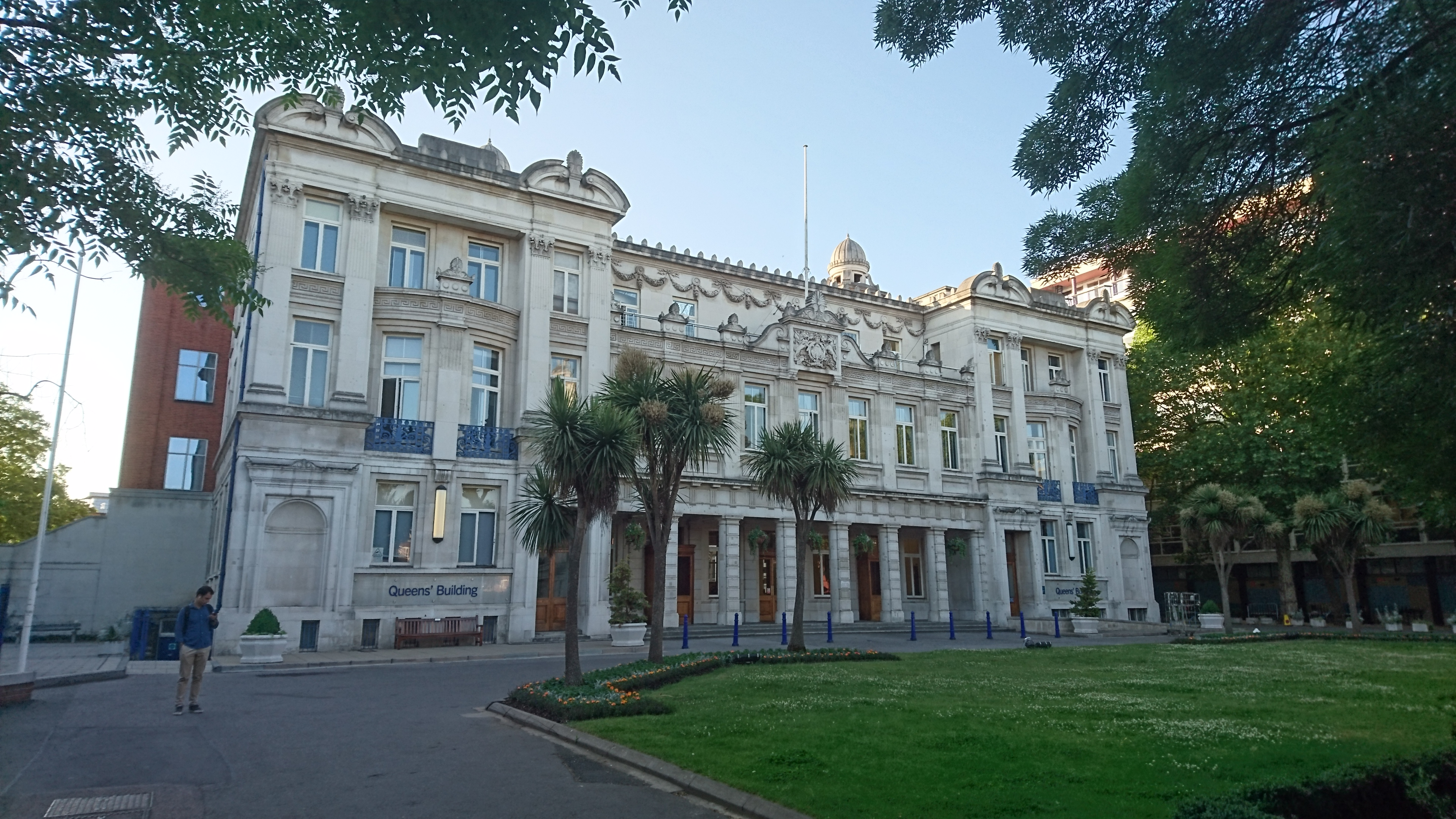

## Külső hivatkozások
- Hivatalos weboldal
- Queen Mary Students' Union website